# Мирјана Балтезаревић
Мирјана Балтезаревић (Фоча, 7. јун 1969) српски је дјечији пјесник.
Њени радови су објављени у дјечијим часописима: Невен, Свитак, Табла (чији је члан уредништва), Другарче, Градина, Мајдан. Заступљена је у зборницима, антологијама дјечије поезије. Велики број њених пјесама је компонован. Учествовала је на дјечијим фестивалима и колонијама. Добитница је књижевне награде Булка 2014. Културног центра из Црвенке.
Своје пјесме пише у првом лицу, у мушком роду, у име дјетета. Језик који пјесникиња користи у пјесмама је добар, разумљив, савремен чак и онда када описује прошлост. Показала је да је врстан познавалац дјечије психологије и маште те да са великом љубављу, интересовањем и одговорношћу приступа свом послу. Књижевност ове врсте обилује хумором, врцавошћу и ситуацијама које покрећу смјех и ове компоненте неизоставно морају бити резултат разборитог стваралачког поступка.

## Дјела
- Дневник малог Луке,(2011), дечија књига. Издавач: Арте, Београд;
- Шојла Мојла,(2015), дечија књига. Издавач: Књижевни клуб Крчевине и Дом Културе Црвенка.